# FedEx St. Jude Classic
FedEx St. Jude Classic är en professionell golftävling som spelas i Memphis, Tennessee och är årligen arrangerad i juni månad på PGA Touren. Tävlingen har spelats årligen sedan 1958 och spelas på TPC Southwind sedan 1989.

## Historia
Tävlingen startade år 1958 under namnet Memphis Open och spelades då på Colonial Country Club i Memphis till 1971 då den flyttades till Colonial Country Club's södra bana i Cordova, Tennessee. 
Mellan åren 1970-1984 var tävlingen känd under namnet Danny Thomas Memphis Classic, eftersom komikern Danny Thomas gick med på att låna ut sitt namn till tävlingen, i gengäld att arrangörerna skulle donera pengar till St. Jude Children’s Research Hospital, och även om tävlingen inte längre bär Thomas namn, så donerar arrangörerna fortfarande pengar till sjukhuset.

### FedEx
1986 blev Federal Express huvudsponsor för tävlingen vilket resulterade i namnbyte till Federal Express St. Jude Classic. 1995 ändrades namnet till FedEx St. Jude Classic och ändrades ytterligare 2009 till enbart St. Jude Classic, för att sedan 2011 återgå till namnet FedEx St. Jude Classic.
| År        | Namn                             |
| --------- | -------------------------------- |
| 1958-1969 | Memphis Open                     |
| 1970-1984 | Danny Thomas Memphis Classic     |
| 1985      | St. Jude Memphis Classic         |
| 1986-1994 | Federal Express St. Jude Classic |
| 1995-2008 | FedEx St. Jude Classic           |
| 2009-2010 | St. Jude Classic                 |
| 2011-     | FedEx St. Jude Classic           |

## Övrigt
- Den första rundan på PGA Touren under 60 slag blev spelad på denna tävling. Det var Al Geiberger som gick på 59 slag år 1977 på Colonial Country Club's södra bana.
- Lee Westwood var när han vann tävlingen år 2010 den enda europé som lyckats med detta.
- Dave Hill är den enda spelare som vunnit tävlingen 4 gånger.[2]

## Vinnare
| År   | Spelare            | Resultat | Mot par | Segermarginal | Runner(s)-up                                     |
| ---- | ------------------ | -------- | ------- | ------------- | ------------------------------------------------ |
| 2017 | Daniel Berger (2)  | 270      | −10     | 1 slag        | Kim Meen-whee Charl Schwartzel                   |
| 2016 | Daniel Berger      | 267      | −13     | 3 slag        | Brooks Koepka Phil Mickelson Steve Stricker      |
| 2015 | Fabián Gómez       | 267      | −13     | 4 slag        | Greg Owen                                        |
| 2014 | Ben Crane          | 270      | –10     | 1 slag        | Troy Merritt                                     |
| 2013 | Harris English     | 268      | −12     | 2 slag        | Phil Mickelson Scott Stallings                   |
| 2012 | Dustin Johnson     | 271      | −9      | 1 slag        | John Merrick                                     |
| 2011 | Harrison Frazar    | 267      | −13     | Särspel       | Robert Karlsson                                  |
| 2010 | Lee Westwood       | 270      | −10     | Särspel       | Robert Garrigus Robert Karlsson                  |
| 2009 | Brian Gay          | 262      | −18     | 5 slag        | Bryce Molder David Toms                          |
| 2008 | Justin Leonard (2) | 276      | −4      | Särspel       | Robert Allenby Trevor Immelman                   |
| 2007 | Woody Austin       | 267      | −13     | 5 slag        | Brian Davis                                      |
| 2006 | Jeff Maggert       | 271      | −9      | 3 slag        | Tom Pernice, Jr.                                 |
| 2005 | Justin Leonard     | 266      | −14     | 1 slag        | David Toms                                       |
| 2004 | David Toms (2)     | 268      | −16     | 6 slag        | Bob Estes                                        |
| 2003 | David Toms         | 264      | −20     | 3 slag        | Nick Price                                       |
| 2002 | Len Mattiace       | 266      | −18     | 1 slag        | Tim Petrovic                                     |
| 2001 | Bob Estes          | 267      | −17     | 1 slag        | Bernhard Langer                                  |
| 2000 | Notah Begay III    | 271      | −13     | 1 slag        | Chris DiMarco Bob May                            |
| 1999 | Ted Tryba          | 265      | −19     | 2 slag        | Tim Herron Tom Lehman                            |
| 1998 | Nick Price (2)     | 268      | −16     | Särspel       | Jeff Sluman                                      |
| 1997 | Greg Norman        | 268      | −16     | 1 slag        | Dudley Hart                                      |
| 1996 | John Cook          | 258      | −26     | 7 slag        | John Adams                                       |
| 1995 | Jim Gallagher, Jr. | 267      | −17     | 1 slag        | Jay Delsing Ken Green                            |
| 1994 | Dicky Pride        | 267      | −17     | Särspel       | Gene Sauers Hal Sutton                           |
| 1993 | Nick Price         | 266      | −18     | 3 slag        | Rick Fehr Jeff Maggert                           |
| 1992 | Jay Haas           | 263      | −21     | 3 slag        | Dan Forsman Robert Gamez                         |
| 1991 | Fred Couples       | 269      | −15     | 3 slag        | Rick Fehr                                        |
| 1990 | Tom Kite           | 269      | −15     | Särspel       | John Cook                                        |
| 1989 | John Mahaffey      | 272      | −12     | 3 slag        | Bob Gilder Hubert Green Bernhard Langer Bob Tway |
| 1988 | Jodie Mudd         | 273      | −15     | 1 slag        | Peter Jacobsen Nick Price                        |
| 1987 | Curtis Strange     | 275      | −13     | 1 slag        | Russ Cochran Mike Donald Tom Kite Denis Watson   |
| 1986 | Mike Hulbert       | 280      | −8      | 1 slag        | Joey Sindelar                                    |
| 1985 | Hal Sutton         | 279      | −9      | Särspel       | David Ogrin                                      |
| 1984 | Bob Eastwood       | 280      | −8      | 2 slag        | Ralph Landrum Mark O'Meara Tim Simpson           |
| 1983 | Larry Mize         | 274      | −14     | 1 slag        | Chip Beck Sammy Rachels Fuzzy Zoeller            |
| 1982 | Raymond Floyd      | 271      | −17     | 6 slag        | Mike Holland                                     |
| 1981 | Jerry Pate         | 274      | −14     | 2 slag        | Tom Kite Bruce Lietzke                           |
| 1980 | Lee Trevino (3)    | 272      | −16     | 1 slag        | Tom Purtzer                                      |
| 1979 | Gil Morgan         | 278      | −10     | Särspel       | Larry Nelson                                     |
| 1978 | Andy Bean          | 277      | −11     | Särspel       | Lee Trevino                                      |
| 1977 | Al Geiberger       | 273      | −15     | 3 slag        | Jerry McGee Gary Player                          |
| 1976 | Gibby Gilbert      | 273      | −15     | 4 slag        | Forrest Fezler John Lister Gil Morgan            |
| 1975 | Gene Littler       | 270      | −18     | 5 slag        | John Mahaffey                                    |
| 1974 | Gary Player        | 273      | −15     | 2 slag        | Lou Graham Hubert Green                          |
| 1973 | Dave Hill (4)      | 283      | −5      | 1 slag        | Allen Miller Lee Trevino                         |
| 1972 | Lee Trevino (2)    | 281      | −7      | 4 slag        | John Mahaffey                                    |
| 1971 | Lee Trevino        | 268      | −12     | 4 slag        | Lee Elder Jerry Heard Hale Irwin Randy Wolff     |
| 1970 | Dave Hill (3)      | 267      | −13     | 1 slag        | Frank Beard Homero Blancas Bob Charles           |
| 1969 | Dave Hill (2)      | 265      | −15     | 2 slag        | Lee Elder                                        |
| 1968 | Bob Lunn           | 268      | −12     | 1 slag        | Monty Kaser                                      |
| 1967 | Dave Hill          | 272      | −8      | 2 slag        | Johnny Pott                                      |
| 1966 | Bert Yancey        | 265      | −15     | 5 slag        | Gene Littler                                     |
| 1965 | Jack Nicklaus      | 271      | −9      | Särspel       | Johnny Pott                                      |
| 1964 | Mike Souchak       | 270      | −10     | 1 slag        | Billy Casper Tommy Jacobs                        |
| 1963 | Tony Lema          | 270      | −10     | Särspel       | Tommy Aaron                                      |
| 1962 | Lionel Hebert      | 267      | −13     | Särspel       | Gene Littler Gary Player                         |
| 1961 | Cary Middlecoff    | 266      | −14     | 5 slag        | Gardner Dickinson Mike Souchak                   |
| 1960 | Tommy Bolt         | 273      | −7      | Särspel       | Ben Hogan Gene Littler                           |
| 1959 | Don Whitt          | 272      | −8      | Särspel       | Al Balding Gary Player                           |
| 1958 | Billy Maxwell      | 267      | −13     | 1 slag        | Cary Middlecoff                                  |